# 초신성 공장 은하
NGC 2770 또는 초신성 공장 은하(영어: Supernova Factory Galaxy)는 살쾡이자리에 있는 SASc형 나선 은하이다. 지구로부터 대략 8,800만 광년 떨어져 있다.

## 명칭의 유래
이 은하가 초신성 공장 (Supernova Factory)으로 불린 것은 최근에 4개의 초신성이 폭발하였기 때문이다.

## 초신성 목록
지금까지 총 4개의 초신성이 발생하였다.
- SN 1999eh : lb형 초신성으로 최대 +17.5까지 올랐으며, 1999년 10월 12일에 발견되었다.[4][5] 참고로 이 초신성은 일찍 부터 엑스선을 방출하였다.
- SN 2007uy : lb형 초신성으로 최대 +17.2까지 올랐으며, 2007년 12월 31일에 발견되었다.
- SN 2008D : lb형 초신성으로 최대 +17.5까지 올랐다.
- SN 2015bh : 밝은 청색 변광성일 확률도 있다.[6][7]
- SN 2019ukm : +21등급의 어두운 초신성이다.

## 관측
NGC 2770은 맨 처음 관측될 때 거대한 쌍안경으로 관측이 되었다. 겉보기 등급은 +12등급이다.

## 같이 보기
- NGC 천체 목록
- 고래 은하 - 옆으로 본 형태의 나선 은하이다.